# Copa do Mundo FIFA Sub-20 de 1995
O Mundial Sub-20 de Futebol de 1995 foi disputado no Qatar entre 13 de abril e 28 de abril de 1995. Esta foi a 10ª edição da competição.
A edição deveria ter sido realizada na Nigéria, porém, por questões de segurança, foi cancelada e mudada de sede.

## Selecções
| Confederação                               | Qualificado(s)                                 |
| ------------------------------------------ | ---------------------------------------------- |
| Ásia                                       | Japão Síria                                    |
| África                                     | Burundi Camarões                               |
| América do Norte, América Central & Caribe | Costa Rica Honduras                            |
| América do Sul                             | Argentina Brasil Chile                         |
| Oceania                                    | Austrália                                      |
| Europa                                     | Alemanha Países Baixos Portugal Rússia Espanha |
| País sede                                  | Catar                                          |

## Fase de grupos

### Grupo A
| Seleção | P | J | V | E | D | GP | GC | SG |
| ------- | - | - | - | - | - | -- | -- | -- |
| Brasil  | 7 | 3 | 2 | 1 | 0 | 8  | 0  | +8 |
| Rússia  | 5 | 3 | 1 | 2 | 0 | 3  | 1  | +2 |
| Síria   | 3 | 3 | 1 | 0 | 2 | 1  | 8  | −7 |
| Catar   | 1 | 3 | 0 | 1 | 2 | 1  | 4  | −3 |

| 13 de abril | Catar        | 1 – 1     | Rússia    | Estádio Internacional Khalifa, Doha           |
| 20:15       | Al Enazi 54' | Relatório | Semak 52' | Público: 65 000 Árbitro: GER Hermann Albrecht |

| 14 de abril | Síria | 0 – 6     | Brasil                                                           | Estádio Internacional Khalifa, Doha     |
| 17:15       |       | Relatório | Reinaldo 12' (pen), 25', 70' · Élder 67' · Caio 73' · Murilo 85' | Público: 40 000 Árbitro: FRA Alain Sars |

| 16 de abril | Catar | 0 – 1     | Síria     | Estádio Internacional Khalifa, Doha           |
| 17:15       |       | Relatório | Boshi 52' | Público: 60 000 Árbitro: ENG Dermot Gallagher |

| 17 de Abril | Rússia | 0 – 0     | Brasil | Estádio Internacional Khalifa, Doha        |
| 17:15       |        | Relatório |        | Público: 5 000 Árbitro: EGY Gamal Ghandour |

| 19 de Abril | Catar | 0 – 2     | Brasil               | Estádio Internacional Khalifa, Doha                 |
| 17:15       |       | Relatório | Caio 50' · Élder 61' | Público: 40 000 Árbitro: CRC Ramón Luis Méndez Vega |

| 19 de abril | Rússia                        | 2 – 0     | Síria | Al-Ahly Stadium, Doha                        |
| 17:15       | Shumashenko 2' · Lyssenko 90' | Relatório |       | Público: 3 000 Árbitro: ARG Javier Castrilli |

### Grupo B
| Seleção | P | J | V | E | D | GP | GC | SG |
| ------- | - | - | - | - | - | -- | -- | -- |
| Espanha | 9 | 3 | 3 | 0 | 0 | 13 | 5  | +8 |
| Japão   | 4 | 3 | 1 | 1 | 1 | 5  | 4  | +1 |
| Chile   | 2 | 3 | 0 | 2 | 1 | 6  | 9  | −3 |
| Burundi | 1 | 3 | 0 | 1 | 2 | 2  | 8  | −6 |

| 13 de abril | Burundi          | 1 – 5     | Espanha                                                         | Al-Ahly Stadium, Doha                      |
| 17:15       | Ndayishimite 82' | Relatório | Martínez 26' · Raúl 36' · Roger 40' (pen) · Etxeberria 72', 86' | Público: 1 000 Árbitro: BRA Márcio Rezende |

| 14 de Abril | Chile                   | 2 – 2     | Japão                | Al-Ahly Stadium, Doha                       |
| 17:15       | Rozental 11' (pen), 67' | Relatório | Oki 47' · Nakata 87' | Público: 2 000 Árbitro: UGA Charles Masembe |

| 16 de abril | Burundi       | 1 – 1     | Chile        | Al-Ahly Stadium, Doha                              |
| 17:15       | Butunungu 83' | Relatório | Rozental 14' | Público: 3 000 Árbitro: CRC Ramón Luis Méndez Vega |

| 17 de abril | Espanha             | 2 – 1     | Japão      | Al-Ahly Stadium, Doha                  |
| 17:15       | Roger 8' · Raúl 83' | Relatório | Nakata 69' | Público: 4 000 Árbitro: CIV Zeli Sinko |

| 19 de abril | Burundi | 0 – 2     | Japão                           | Estádio Internacional Khalifa, Doha        |
| 19:45       |         | Relatório | Yasunaga 10' · Yamada 17' (pen) | Público: 4 000 Árbitro: EGY Gamal Ghandour |

| 19 de abril | Espanha                                                                         | 6 – 3     | Chile                               | Al-Ahly Stadium, Doha                                  |
| 19:45       | Etxeberria 9', 13' · Ochoa 20', 61' · Míchel Salgado 47' · De la Peña 80' (pen) | Relatório | Rozental 52' · Poli 77' · Lobos 83' | Público: 3 000 Árbitro: MEX Pascual Rebolledo Cárdenas |

### Grupo C
| Selecção      | Pts | J | V | E | D | GM | GS | +/- |
| ------------- | --- | - | - | - | - | -- | -- | --- |
| Portugal      | 9   | 3 | 3 | 0 | 0 | 7  | 2  | +5  |
| Argentina     | 6   | 3 | 2 | 0 | 1 | 5  | 3  | +2  |
| Países Baixos | 3   | 3 | 1 | 0 | 2 | 7  | 5  | +2  |
| Honduras      | 0   | 3 | 0 | 0 | 3 | 5  | 14 | −9  |

| 13 de Abril de 1995 17:15 | Países Baixos | 0–1       | Argentina   | Qatar SC Stadium, Doha                             |
|                           |               | Relatório | Garrone 90' | Público: 2,000 Árbitro: Pascual Rebolledo Cárdenas |

| 14 de Abril de 1995 19:45 | Honduras                | 2–3       | Portugal                     | Khalifa Olympic Stadium, Doha                  |
|                           | Guevara 26' Cabrera 34' | Relatório | Nuno Gomes 18', 66' Dani 53' | Público: 10,000 Árbitro: Emmanuel Dada Obafemi |

| 16 de Abril de 1995 19:45 | Países Baixos                                                   | 7–1       | Honduras            | Khalifa Olympic Stadium, Doha            |
|                           | Wooter 3', 44' Witzenhausen 10', 24', 77' Gehring 67' Bouma 78' | Relatório | Oseguera 48' (g.p.) | Público: 20,000 Árbitro: Masayoshi Okada |

| 17 de Abril de 1995 19:45 | Argentina | 0–1       | Portugal | Khalifa Olympic Stadium, Doha         |
|                           |           | Relatório | Dani 71' | Público: 8,000 Árbitro: Rune Pedersen |

| 20 de Abril de 1995 17:15 | Países Baixos | 0–3       | Portugal                              | Khalifa Olympic Stadium, Doha            |
|                           |               | Relatório | Beto 9' (g.p.) Dani 47' Agostinho 70' | Público: 4,000 Árbitro: Hermann Albrecht |

| 20 de Abril de 1995 17:15 | Argentina                     | 4–2       | Honduras               | Al-Ahly Stadium, Doha                    |
|                           | Ibagaza 6' Pena 39', 42', 72' | Relatório | Guevara 48' Medina 60' | Público: 3,000 Árbitro: Nikolai Levnikov |

### Grupo D
| Selecção   | Pts | J | V | E | D | GM | GS | +/- |
| ---------- | --- | - | - | - | - | -- | -- | --- |
| Camarões   | 7   | 3 | 2 | 1 | 0 | 7  | 4  | +3  |
| Austrália  | 4   | 3 | 1 | 1 | 1 | 5  | 4  | +1  |
| Costa Rica | 3   | 3 | 1 | 0 | 2 | 3  | 6  | −3  |
| Alemanha   | 2   | 3 | 0 | 2 | 1 | 3  | 4  | −1  |

| 13 de Abril de 1995 19:45 | Austrália                  | 2–0       | Costa Rica | Al-Ahly Stadium, Doha                  |
|                           | Viduka 51' Enes 74' (g.p.) | Relatório |            | Público: 1,000 Árbitro: Rahman Al Zaid |

| 14 de Abril de 1995 19:45 | Camarões | 1–1       | Alemanha       | Al-Ahly Stadium, Doha                    |
|                           | Simo 90' | Relatório | Hinz 9' (g.p.) | Público: 1,000 Árbitro: Javier Castrilli |

| 16 de Abril de 1995 19:45 | Austrália       | 2–3       | Camarões                   | Al-Ahly Stadium, Doha                    |
|                           | Viduka 11', 72' | Relatório | Ntamag 52', 90' Ndiefi 67' | Público: 5,000 Árbitro: Nikolai Levnikov |

| 17 de Abril de 1995 19:45 | Costa Rica                   | 2–1       | Alemanha  | Al-Ahly Stadium, Doha              |
|                           | Bennette 42' (g.p.) Soto 52' | Relatório | Walle 90' | Público: 5,000 Árbitro: Alain Sars |

| 20 de Abril de 1995 19:45 | Austrália  | 1–1       | Alemanha | Khalifa Olympic Stadium, Doha          |
|                           | Viduka 54' | Relatório | Rath 23' | Público: 4,000 Árbitro: Marcio Rezende |

| 20 de Abril de 1995 19:45 | Costa Rica   | 1–3       | Camarões                 | Al-Ahly Stadium, Doha                    |
|                           | Bennette 30' | Relatório | Ndiefi 26' Essa 36', 75' | Público: 6,000 Árbitro: Dermot Gallagher |

## Fases finais
|  | Quartas de final   | Quartas de final   |                    |         | Semifinais     | Semifinais     |  |  | Final              | Final |
|  |                    |                    |                    |         |                |                |  |  |                    |       |
|  | 23 de Abril - Doha |                    |                    |         |                |                |  |  |                    |       |
|  |                    |                    |                    |         |                |                |  |  |                    |       |
|  | Brasil             | 2                  |                    |         |                |                |  |  |                    |       |
|  | Brasil             | 2                  | 25 de Abril - Doha |         |                |                |  |  |                    |       |
|  | Japão              | 1                  |                    |         |                |                |  |  |                    |       |
|  | Japão              | 1                  | Brasil             | 1       |                |                |  |  |                    |       |
|  | 23 de Abril - Doha |                    | Brasil             | 1       |                |                |  |  |                    |       |
|  |                    | Portugal           | 0                  |         |                |                |  |  |                    |       |
|  | Espanha            | Portugal           | 0                  | 4       |                |                |  |  |                    |       |
|  | Espanha            |                    | 28 de Abril - Doha | 4       |                |                |  |  |                    |       |
|  | Rússia             | 1                  |                    |         |                |                |  |  |                    |       |
|  | Rússia             | 1                  | Brasil             | 0       |                |                |  |  |                    |       |
|  | 23 de Abril - Doha |                    | Brasil             | 0       |                |                |  |  |                    |       |
|  |                    | Argentina          | 2                  |         |                |                |  |  |                    |       |
|  | Portugal (a.p.)    | Argentina          | 2                  | 2       |                |                |  |  |                    |       |
|  | Portugal (a.p.)    | 25 de Abril - Doha |                    | 2       |                |                |  |  |                    |       |
|  | Austrália          | 1                  |                    |         |                |                |  |  |                    |       |
|  | Austrália          | 1                  | Espanha            | 0       | Terceiro lugar | Terceiro lugar |  |  |                    |       |
|  | 23 de Abril - Doha |                    | Espanha            | 0       | Terceiro lugar | Terceiro lugar |  |  |                    |       |
|  |                    | Argentina          | 3                  |         |                |                |  |  |                    |       |
|  | Camarões           | Argentina          | 3                  | 0       | Portugal       | 3              |  |  |                    |       |
|  | Camarões           |                    |                    | 0       | Portugal       | 3              |  |  |                    |       |
|  | Argentina          | 2                  |                    | Espanha | 2              |                |  |  |                    |       |
|  | Argentina          | 2                  |                    |         | 2              |                |  |  |                    |       |
|  |                    |                    |                    |         |                |                |  |  | 28 de Abril - Doha |       |
|  |                    |                    |                    |         |                |                |  |  |                    |       |

### Quartos-finais
| 23 de Abril de 1995 17:15 | Brasil        | 2–1       | Japão   | Khalifa Olympic Stadium, Doha            |
|                           | Caio 26', 40' | Relatório | Oku 15' | Público: 5,000 Árbitro: Hermann Albrecht |

| 23 de Abril de 1995 17:15 | Espanha                          | 4–1       | Rússia           | Al-Ahly Stadium, Doha                  |
|                           | Raúl 3' Etxeberria 13', 21', 62' | Relatório | Lipko 65' (g.p.) | Público: 4,000 Árbitro: Gamal Ghandour |

| 23 de Abril de 1995 20:15 | Portugal            | 2–1 (a.p.) | Austrália                | Khalifa Olympic Stadium, Doha         |
|                           | Agostinho 66', 100' | Relatório  | Carlos Felipe 72' (p.b.) | Público: 5,000 Árbitro: Rune Pedersen |

| 23 de Abril de 1995 20:15 | Camarões | 0–2       | Argentina                | Al-Ahly Stadium, Doha              |
|                           |          | Relatório | Guerrero 37' Coyette 49' | Público: 7,000 Árbitro: Alain Sars |

### Semi-finais
| 25 de Abril de 1995 17:15 | Brasil   | 1–0       | Portugal | Khalifa Olympic Stadium, Doha                       |
|                           | Caio 90' | Relatório |          | Público: 10,000 Árbitro: Pascual Rebolledo Cárdenas |

| 25 de Abril de 1995 20:15 | Espanha | 0–3       | Argentina                            | Khalifa Olympic Stadium, Doha             |
|                           |         | Relatório | Biagini 21' Coyette 54' Chaparro 81' | Público: 10,000 Árbitro: Hermann Albrecht |

### Terceiro lugar
| 28 de Abril de 1995 14:45 | Portugal                     | 3–2       | Espanha                           | Khalifa Olympic Stadium, Doha Attendance: 50,000 |
|                           | Nuno Gomes 68', 82' Dani 73' | Relatório | Míchel Salgado 25' De la Peña 38' | Árbitro: Rahman Al Zaid                          |

### Final
| 28 de Abril de 1995 17:15 | Brasil | 0–2       | Argentina                | Khalifa Olympic Stadium, Doha Attendance: 65,000 |
|                           |        | Relatório | Biagini 25' Guerrero 89' | Árbitro: Dermot Gallagher                        |

## Premiação
| Copa do Mundo FIFA Sub-20 de 1995 |
| Argentina                         |
| --------------------------------- |
| ARGENTINA (2º título)             |

| Chuteira de Ouro      | Chuteira de Prata | Chuteira de Bronze    |
| --------------------- | ----------------- | --------------------- |
| ESP Joseba Etxeberria | POR Dani          | BRA Caio              |
| Bola de Ouro          | Bola de Prata     | Bola de Bronze        |
| BRA Caio              | POR Dani          | ARG Joaquín Irigoytía |
| Troféu FIFA Fair Play |                   |                       |
| Japão                 |                   |                       |